# Chrysaor
Chrysaor (Chrysaor, gr. Χρυσάωρ Chrysáōr, łac. Chrysaor) – w mitologii greckiej syn Meduzy i Posejdona, brat Pegaza, ojciec Echidny i Geryona.